# Alejandro Doria
Pour les articles homonymes, voir Doria.
Alejandro Doria est un réalisateur argentin, né le 1er novembre 1936 à Buenos Aires et mort le 17 juin 2009 dans la même ville, d'une pneumonie. Son film le plus célèbre est la comédie Esperando la carroza, sortie en 1985. Une autre comédie, Darse cuenta (1984), a obtenu le Condor du meilleur film argentin, et plus récemment, le drame Las manos (2006) a été récompensé par le Condor et le Prix Sud du meilleur réalisateur, et par le Goya du meilleur film ibéroaméricain.

## Filmographie partielle
- 1984 : Darse cuenta, drame avec Darío Grandinetti
- 1985 : Esperando la carroza, comédie avec China Zorrilla
- 1990 : Cien veces no debo, comédie avec Norma Aleandro
- 2006 : Las manos, drame avec Graciela Borges